# Sarita Neupane
Sarita Neupane é uma política nepalesa que pertence ao Partido Comunista do Nepal; actualmente serve como membro do 1º Parlamento Federal do Nepal. Nas eleições gerais do Nepal de 2017 ela foi eleita como representante proporcional da categoria Khas Arya.